# Plumstead, London
Plumstead är en ort i Storbritannien.   Den ligger i grevskapet Greater London och riksdelen England, i den sydöstra delen av landet, 15 km öster om huvudstaden London. Plumstead ligger 51 meter över havet och antalet invånare är 47 145.
Terrängen runt Plumstead är platt. Runt Plumstead är det mycket tätbefolkat, med 3 134 invånare per kvadratkilometer. Närmaste större samhälle är City of London, 12,5 km väster om Plumstead. Runt Plumstead är det i huvudsak tätbebyggt.